# Zvezda Ch-35
Ch-35 eller 3M24 är en rysk sjömålsrobot utvecklad att ersätta P-15 Termit. Den har i väst fått smeknamnet Harpoonskij för sin likhet med den amerikanska roboten AGM-84 Harpoon.
Konstruktionsbyrån Zvezda började 1983 att utveckla en sjömålsrobot för mindre fartyg. Den nya roboten lånade många drag från den flygburna roboten Ch-31, men den fick en enklare jetmotor i stället för den avancerade ramjetmotorn. Det begränsade roboten till underljudsfart, men ökade räckvidden med nästan det tredubbla. Den lägre hastigheten innebar också mindre påfrestningar på flygkroppen, vilket gjorde att den kunde tillverkas i aluminium i stället för titan.
På 1990-talet utvecklades en ny version med en betydligt mindre jetmotor, vilket ökade bränslemängden och räckvidden till nästan den dubbla.

## Versioner
- Ch-35U – Flygburen version utan startmotor. NATO-rapporteringsnamn AS-20 Kayak.
- Ch-35E Uran – Marin version med startmotor och avfyringstub. NATO-rapporteringsnamn SS-N-25 Switchblade.
- Ch-35V – Flygburen version med startmotor avsedd för helikoptrar.
- 3K60 Bal-E – Lastbilsburen version för kustförsvar. Själva roboten är identisk med Ch-35E, men avfyringstuben skiljer. NATO-rapporteringsnamn SSC-6 Stooge.
- Ch-35UE – Nyutvecklad version med mindre jetmotor, mer bränsle och längre räckvidd.
- Ch-35EV – Exportversion utvecklad för Vietnam.